# Höchstädt an der Donau
Höchstädt an der Donau (amtlich Höchstädt a.d.Donau) ist eine Stadt im schwäbischen Landkreis Dillingen an der Donau und Sitz der Verwaltungsgemeinschaft Höchstädt an der Donau.

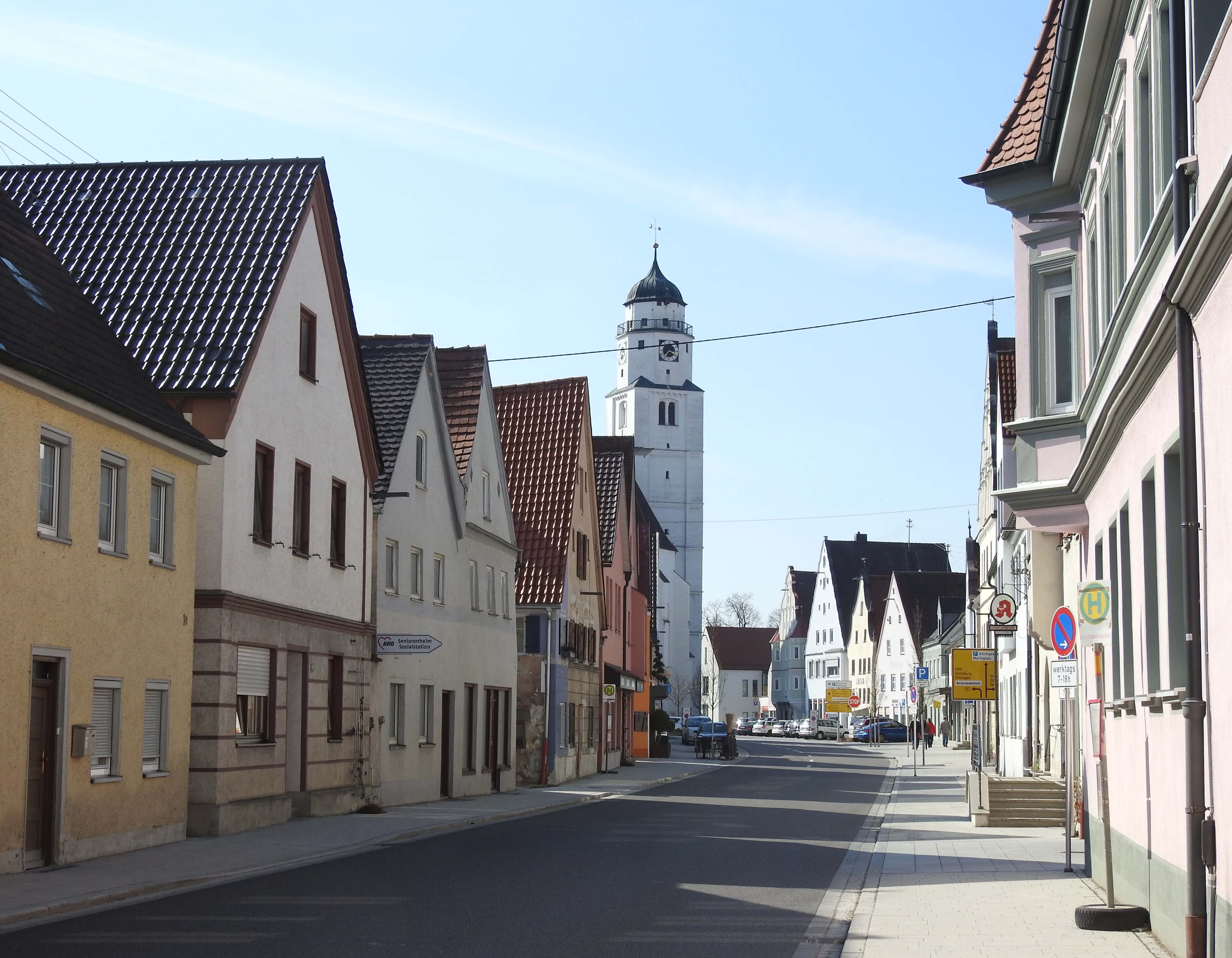
Herzogin-Anna-Straße mit Pfarrkirche Mariä Himmelfahrt in Höchstädt an der Donau

## Geographie
Die Stadt liegt sieben Kilometer nordöstlich von Dillingen und ca. 40 Kilometer nordwestlich von Augsburg.
Die Gemeinde hat sieben Gemeindeteile (in Klammern ist der Siedlungstyp angegeben):
- Höchstädt an der Donau (Hauptort) mit Galgenmühle (Einöde) und Hofmadschwaig (Einöde)
- Deisenhofen mit Mittelmühle (kein eigenständiger Gemeindeteil mehr)
- Oberglauheim (Pfarrdorf)
- Schwennenbach (Pfarrdorf)
- Sonderheim (Pfarrdorf)

## Geschichte
Der Ortsname wird erstmals 1081 in einer Urkunde erwähnt. Nach dem Ende der Stauferzeit kam Höchstädt zu Bayern. Von 1505 bis 1808 gehörte die Stadt zum Fürstentum von Pfalz-Neuburg („Junge Pfalz“). Unter Pfalzgraf Ottheinrich wurde Höchstädt 1542 mit dem Gebiet Pfalz-Neuburg evangelisch.
Im Dreißigjährigen Krieg wurde Höchstädt am 21. August 1634 von kroatischen Reitern unter deren Obristen Johann Ludwig Hektor Graf von Isolani überfallen und ausgeplündert. Dabei wurden an der Bevölkerung sowie den hohen Würdenträgern innerhalb der Stadtmauern schreckliche Gräueltraten verübt. Die Leiden und das Elend der Einwohner waren so groß, dass „es nicht gnugsamb zu beschreiben / auch dergleichen in diesem ... Krieg niemals fast ärger gehört.“. Aufgrund dieses Ereignisses sahen viele Bewohner keine Zukunft mehr und verließen Höchstädt in Richtung der benachbarten, verschont gebliebenen Orte. Die vorhergehende Blütezeit der Stadt fand ein abruptes Ende.
Berühmtheit erlangte die Stadt im Jahr 1704, als vor ihren Toren die entscheidende Schlacht im Spanischen Erbfolgekrieg, die sogenannte Zweite Schlacht von Höchstädt, geschlagen wurde. Die Erste Schlacht bei Höchstädt – ebenfalls im Spanischen Erbfolgekrieg – hatte 1703 mit einem Sieg der französisch-bayerischen Truppen über österreichisch-brandenburgische Einheiten geendet. Die dritte Schlacht ereignete sich dann fast 100 Jahre später: Im Zweiten Koalitionskrieg gelang im Jahr 1800 Jean-Victor Moreau nach dem Übergang über die Donau mit der französischen Rheinarmee ein Sieg über eine österreichische Streitmacht und die mit ihr verbündeten württembergisch-bayerischen Truppen.

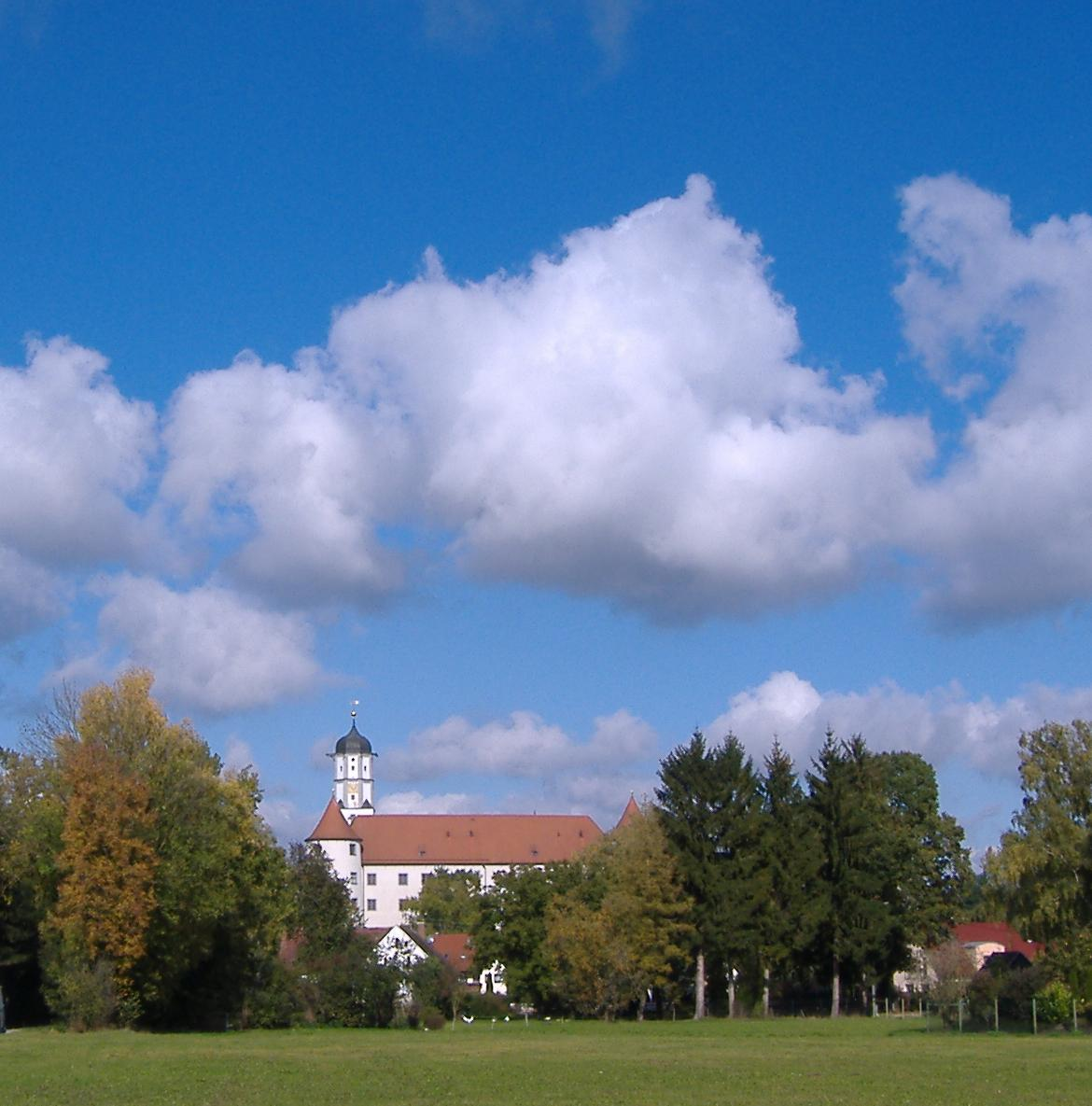
Schloss Höchstädt, Wahrzeichen der Stadt

### Eingemeindungen
Am 1. Mai 1978 wurden im Rahmen der Gemeindegebietsreform die Gemeinden Deisenhofen, Oberglauheim, Schwennenbach und Sonderheim eingegliedert. Der Gemeindeteil Goldbergalm wurde 1980 zur Gemeinde Lutzingen umgegliedert.

### Einwohnerentwicklung
Zwischen 1988 und 2024 wuchs die Stadt von 4701 auf 7501 um 2800 Einwohner – der höchste Zuwachs im Landkreis im genannten Zeitraum.

## Politik

### Stadtrat
Das Ergebnis der Stadtratswahl 2024 kann den Diagrammen entnommen werden.
- SPD: 2
- PH: 1
- JH: 1
- WO: 1
- BD: 3
- WS: 1
- WSO: 1
- FDP: 1
- FW: 4
- CSU: 4
- JU: 1

| Parteien und Wählergemeinschaften | % 2020 | Sitze 2020 | % 2014 | Sitze 2014 |
| --------------------------------- | ------ | ---------- | ------ | ---------- |
| Freie Wähler                      | 19,8   | 4          | 19,5   | 4          |
| CSU                               | 18,7   | 4          | 24,2   | 5          |
| Bürgerblock Deisenhofen           | 13,7   | 3          | 11,0   | 2          |
| SPD                               | 9,0    | 2          | 15,8   | 3          |
| Wählervereinigung Schwennenbach   | 5,6    | 1          | 4,8    | 1          |
| Junges Höchstädt                  | 5,5    | 1          | 4,9    | 1          |
| FDP                               | 5,1    | 1          | 6,2    | 1          |
| Wählerschaft Oberglauheim         | 5,0    | 1          | 5,0    | 1          |
| Junge Union                       | 4,9    | 1          | –      | –          |
| Wählervereinigung Sonderheim      | 4,4    | 1          | 4,5    | 1          |
| Pro Höchstädt                     | 3,4    | 1          | –      | –          |
| V-Partei³                         | 2,6    | 0          | –      | –          |
| Höchstädter Forum                 | 2,4    | 0          | 4,3    | 1          |
| Gesamt                            | 100    | 20         | 100    | 20         |
| Wahlbeteiligung                   | 53,1 % | 53,1 %     |        |            |

### Bürgermeister
Erster Bürgermeister ist seit 1. März 2024 Stephan Karg (CSU). Stellvertreter sind seit März 2024 Armin Hopfenzitz (Umland) als Zweiter Bürgermeister und Simone Bschorer (Freie Wähler) als Dritte Bürgermeisterin.

### Wappen
| Wappen von Höchstädt an der Donau | Blasonierung: „In Gold ein zinnengekrönter roter Rundturm mit drei blauen Spitzdächern, der oben mit einem gelehnten Rautenschild belegt und unten von einer roten Zinnenmauer umgeben ist.“ |
| Wappen von Höchstädt an der Donau | Wappenbegründung: Die Staufer waren bis 1268 die Stadtherren von Höchstädt. Sie hatten den Ort nach 1200 zur Stadt ausgebaut. Als deren Besitznachfolger gründeten die Wittelsbacher zwischen 1269/1271 und 1321 die sogenannte Neue Stadt, während die alte staufische Anlage nach 1300 langsam aufgelassen wurde. Erste Siegelabdrucke sind seit 1321 überliefert, das Siegel stammt wohl schon aus dem späten 13. Jahrhundert. Das Wappenbild von Höchstädt zeigt den Turm mit dem Schild auf einem Dreiberg. Die Rauten weisen auf die wittelsbachische Stadtherrschaft seit 1268. Höchstädt wurde damals im Zuge der Konradinischen Schenkung bayerisch. Die Darstellung des Turms ändert sich in den späteren Abbildungen. Die drei Dächer erscheinen erstmals 1471. Seit dem frühen 15. Jahrhundert wird der ursprüngliche Dreiberg von der Zinnenmauer ersetzt. Die Rundform des Turms und die Wappenfarben sind seit dem 16. Jahrhundert überliefert. 1819 wurde die Weiterführung dieses alten Wappens in unveränderter Form bestätigt. |

### Partnergemeinden
Höchstädt ist partnerschaftlich verbunden mit den deutschen Gemeinden Reinsdorf-Friedrichsgrün in Sachsen (seit 1991) und Ruppertsberg in Rheinland-Pfalz (seit 1935/1987).

## Sehenswürdigkeiten

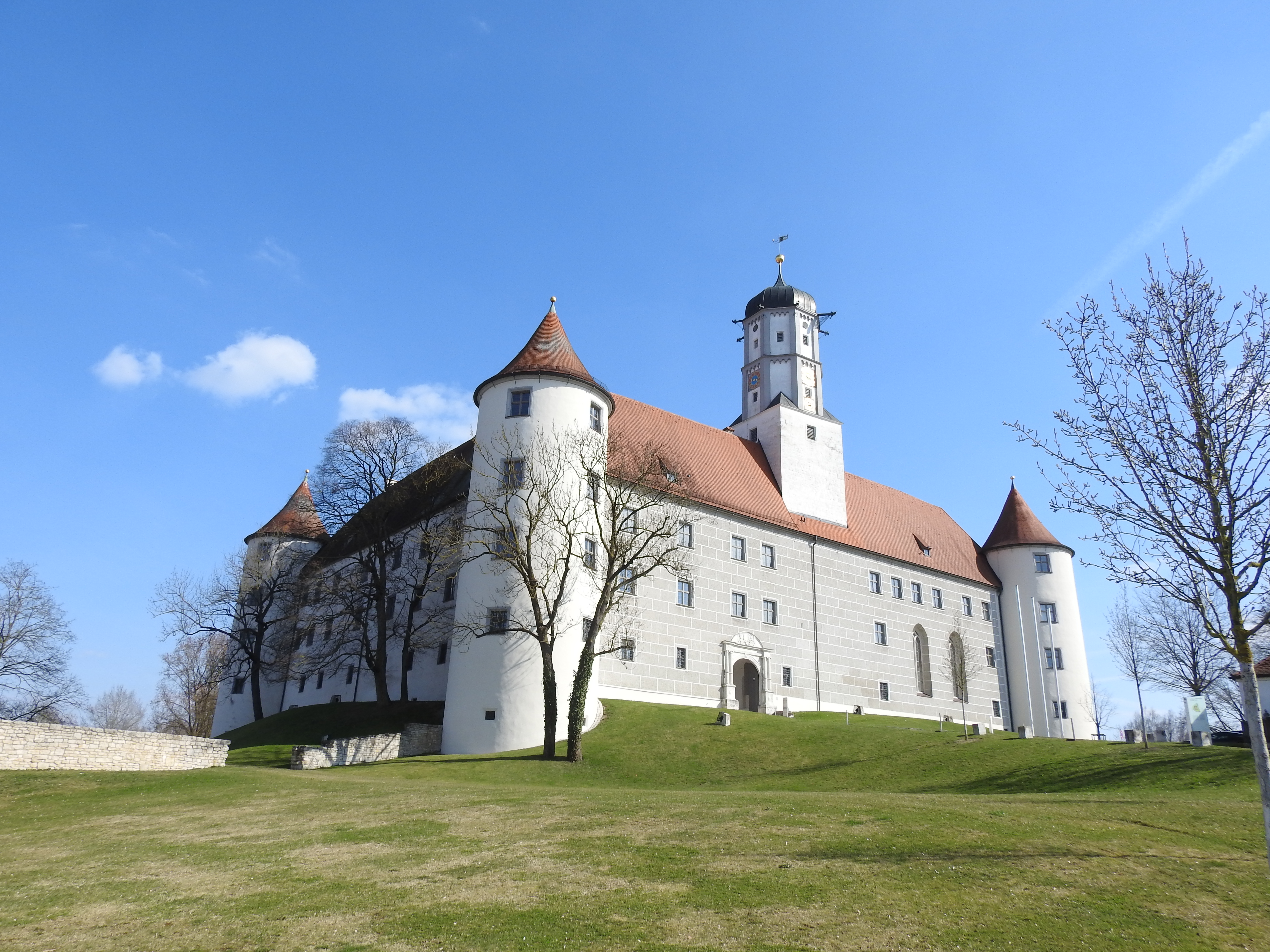
Schloss Höchstädt an der Donau von Westen

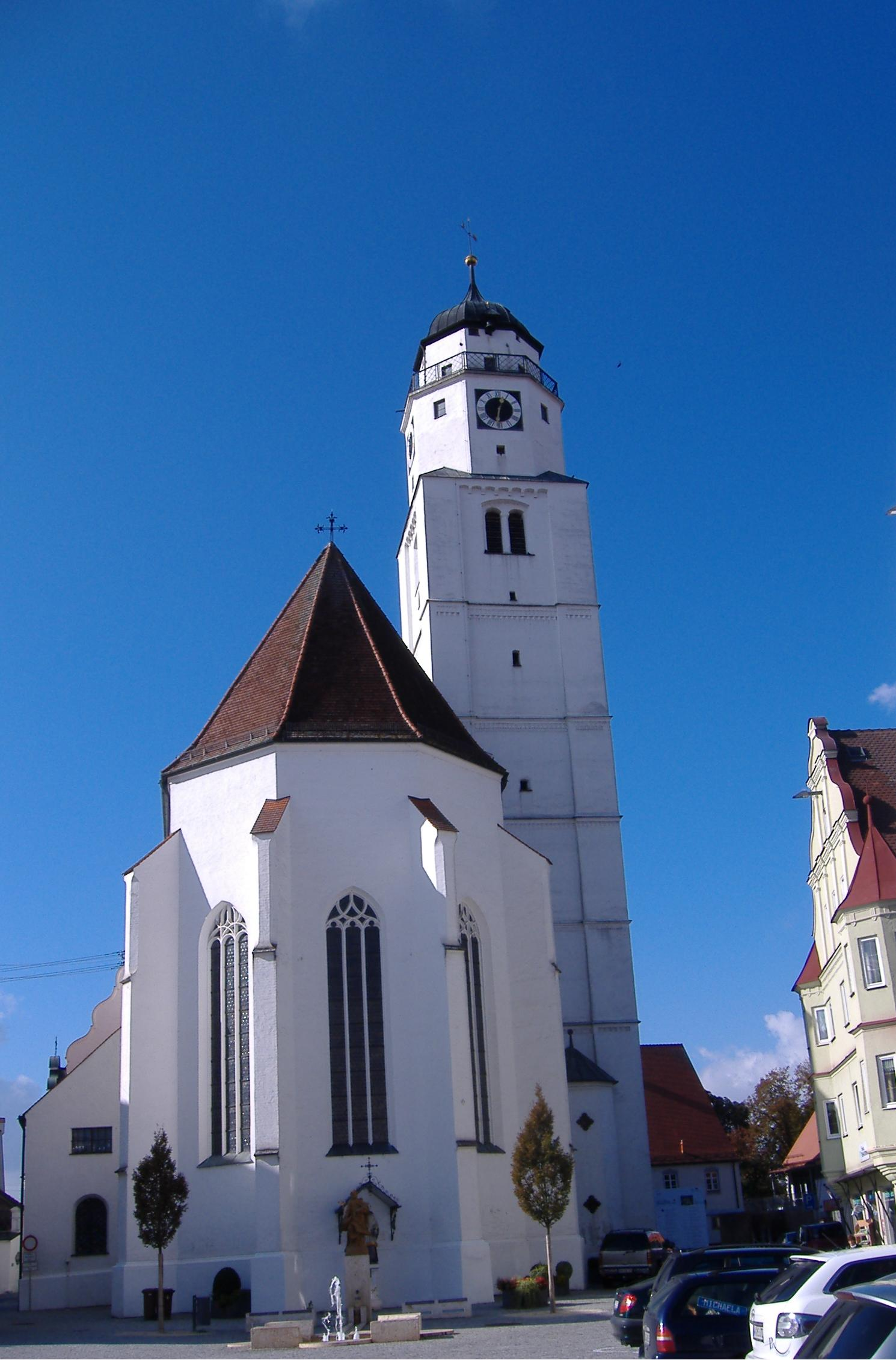
Stadtpfarrkirche Maria Himmelfahrt

- Das Höchstädter Schloss ist ein Bau aus der Spätrenaissance. Es wurde zwischen 1589 und 1603 auf Wunsch von Pfalzgraf Philipp Ludwig von Neuburg errichtet.
- Im Heimatmuseum im Alten Rathaus von 1853 wird in zwei Dioramen mit etwa 10.000 Zinnfiguren die Schlacht von Höchstädt dem Besucher präsentiert. Seit dem Kunstraub durch den Einsatzstab Reichsleiter Rosenberg im Zweiten Weltkrieg verfügte das Museum auch über Ostereier (Pysanka) aus der Ukraine,[9] die 2011 restituiert wurden.[10]
- Die gotische Stadtpfarrkirche Maria Himmelfahrt besitzt eine Reliquie von Adolph Kolping. Obwohl im 15. Jahrhundert errichtet, besitzt die Hallenkirche eine barocke Ausstattung.
- Die katholische Pfarrkirche St. Peter und Paul in Sonderheim besitzt Deckengemälde und Stuckdekor aus dem 18. Jahrhundert.
- Die katholische Pfarrkirche und ehemalige Wallfahrtskirche Maria Immaculata in Schwennenbach besitzt eine Ausstattung im Stil des Rokoko mit Fresken von Johann Anwander und Stuck von Bartholomäus Hoiß.
- Die katholische Pfarrkirche St. Nikolaus in Deisenhofen besitzt eine Ausstattung im Stil des Rokoko mit Fresken von Johann Anwander.
- Das ehemalige Kastenhaus Höchstädt (zur Aufbewahrung von Getreide) hat Barockgiebel an der Nord- und Südseite. Das ehemalige Kastnerhaus des Verwalters des Kastenhauses ist mit einem reich gegliederten dreigeschossigen Giebel mit S-Stufen (typisch für den Übergangsstil zwischen Gotik und Renaissance) versehen.

## Wirtschaft
Höchstädt an der Donau hat eine günstige Verkehrsanbindung. Direkt an der B16 zwischen Ingolstadt und Ulm gelegen, ist man innerhalb von 20 Minuten an der Autobahn A8 München-Augsburg. Der Bahnhof liegt direkt in Höchstädt und kann mit optimalen Anschlüssen an Bus- und Rufbusnetz aufweisen.
In den letzten Jahren haben sich die Gewerbegebiete Nord und Oberglauheimer Straße durch niedrige Hebesätze und preisgünstige Grundstückspreise zu einem interessanten Ansiedlungsgebiet entwickelt.
Bekannte ortsansässige Unternehmen sind unter anderem Grünbeck Wasseraufbereitung, NostaThanner, und WertaPharm.

## Verkehr

### Straßenverkehr
Durch die Stadt führt die Bundesstraße 16 (Cham – Füssen). Die Autobahn A7 (Würzburg – Ulm) ist über die Anschlussstelle Giengen/Herbrechtingen und die A8 (München – Stuttgart) über die Anschlussstelle Burgau zu erreichen.

### Schienenverkehr
Der Bahnhof Höchstädt befindet sich an der Bahnstrecke Ingolstadt–Neuoffingen und wird von Regionalbahnen der Agilis Eisenbahngesellschaft bedient. Tagsüber bestehen stündlich Verbindungen Richtung Ingolstadt und Richtung Ulm.

### Radwege
Die Stadt liegt am internationalen Donauradweg sowie am europäischen EuroVelo-Radweg 6, der vom Atlantik bis zum Schwarzen Meer verläuft.

## Persönlichkeiten

### Söhne und Töchter der Stadt
- Johann Nepomuk August Ungelter von Deissenhausen (1731–1804), Weihbischof und Generalvikar des Bistums Augsburg
- Franz Xaver Bronner (1758–1850), Publizist
- Johann Georg Henle (1769–1852), Rotgerbermeister und Stifter des Augsburger Krankenhauses
- Magnobonus Markmiller (1800–1879), Gründer und Provinzial der Barmherzigen Brüder des Heiligen Johannes von Gott, in Bayern
- Franz Xaver Eggert (1802–1876), Glasmaler
- Hermann Beckler (1828–1914), Arzt, der als Naturforscher und Expeditionsteilnehmer in Australien wirkte
- Theodor Scherer (1889–1951), deutscher Offizier, zuletzt Generalleutnant
- Josef Donsberger (1898–1963), Politiker (CSU)
- Georg Winter (* 1951), Politiker (CSU)
- Doris Meyer (1957–2012), Müllermeisterin, Politikerin (CSU), Mitglied des Bundestages
- Irmgard Sinning (* 1960), Biochemikerin und Hochschullehrerin
- Marco Konrad (* 1974), Fußballspieler und -trainer
- Ulrike Stadlmayr (* 1977), Ruderin
- Ramona Bernhard (* 1988), Fotomodell
- Manuel Knoll (* 1990), Politiker (CSU), Mitglied des Bayerischen Landtags, Bezirksvorsitzender der Jungen Union Schwaben

### Persönlichkeiten, die in Höchstädt gewirkt haben
- Ulrich Tengler (* um 1447; † nach 1511), Landvogt in Höchstädt an der Donau, verfasste hier den 1509 erstmals gedruckten Laienspiegel, eines der berühmtesten Rechtsbücher der Frühen Neuzeit.

### Ehrenbürger
- Paul Winter (1894–1970), Verleihung 1960
- Georg Strobel (1925–2013), Stadtheimatpfleger von Höchstädt, Verleihung 2002
- Gerhard Kornmann (1940–2023), Bürgermeister 1978–2002, Verleihung 2005[12]